# 32110 Wendycaldwell
32110 Wendycaldwell è un asteroide della fascia principale. Scoperto nel 2000, presenta un'orbita caratterizzata da un semiasse maggiore pari a 2,641706 UA e da un'eccentricità di 0,207251, inclinata di 13,757775° rispetto all'eclittica. Ha un periodo di rotazione di 11,5477 ore.